# Augustus Jaspert

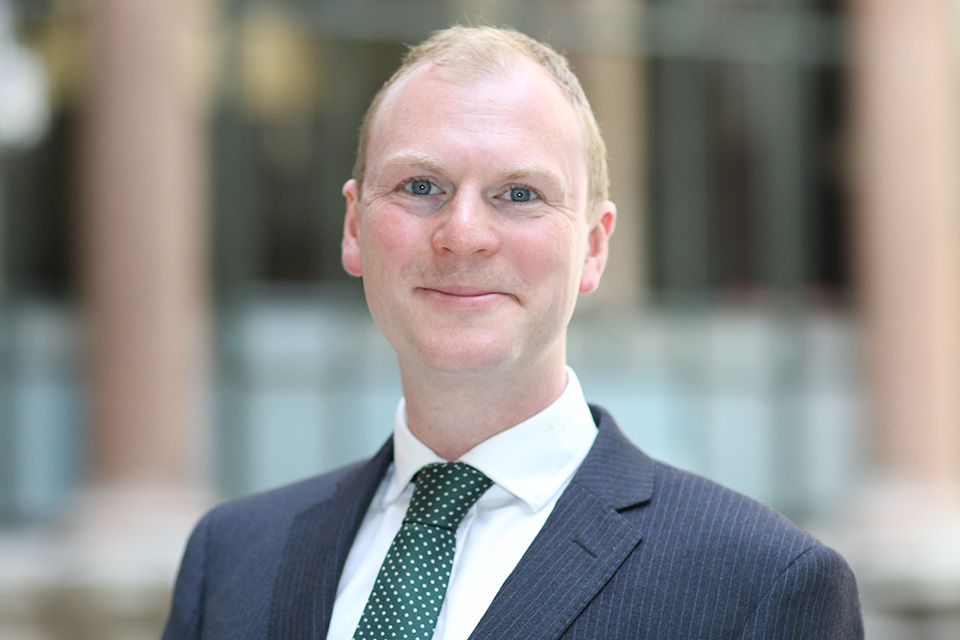
Augustus Jaspert (2017)

Augustus James Ulysses „Gus“ Jaspert (* 1979 in Camden) ist ein britischer Diplomat und ehemaliger Gouverneur der Britischen Jungferninseln.
Augustus Jaspert begann nach einem Studium unter anderem der Geschichtswissenschaften an der University of Edinburgh, welches er 2001 abschloss, im öffentlichen Sektor zu arbeiten. Nach einem kurzen Aufenthalt in Ghana war er im Surrey County Council verantwortlich für Children's Services, ähnlich einem Jugendamt in Deutschland. Danach wechselte er für zwei Jahre in das britische Finanzministerium und für drei Jahre ins Innenministerium, verantwortlich für die Bekämpfung der negativen Auswirkungen von Drogen- und Alkoholmissbrauch. Von 2012 bis 2014 war er Privatsekretär von Premierminister David Cameron und wechselte danach für ein Jahr an das Royal College of Defence Studies. 2015 erwarb er zudem einen Master in International Security and Strategy am  King’s College London. Im Anschluss wechselte er erneut in die Regierung im Cabinet Office als Direktor für die Sicherheitsdienste im National Security Secretariat, bevor er 2017 zum Gouverneur der Britischen Jungferninseln ernannt wurde.
Jaspert trat sein Amt am 22. August 2017 an und übergab dieses am 23. Januar 2021, kurz darauf wurde sein Nachfolger John Rankin in das Amt eingeführt.